# Sir Safety Perugia
Sir Safety Perugia ist ein italienischer Volleyballverein aus Perugia in der italienischen Provinz Umbrien. Der 2001 gegründete Verein spielt seit 2012 in der Serie A1, der höchsten italienischen Liga. 2018 und 2024 wurde Perugia italienischer Meister.

## Team
Der Kader für die Saison 2024/25 besteht aus vierzehn Spielern.
| Name                  | Nr. | Nation      | Größe  | Geburtsdatum      | Position |
| --------------------- | --- | ----------- | ------ | ----------------- | -------- |
| Alessandro Piccinelli | 1   | Italien     | 1,89 m | 30. Januar 1997   | L        |
| Davide Candellaro     | 2   | Italien     | 2,00 m | 7. Juni 1989      | MB       |
| Francesco Zoppellari  | 3   | Italien     | 1,85 m | 27. Mai 1997      | Z        |
| Nicola Cianciotta     | 5   | Italien     | 1,95 m | 8. April 2001     | AA       |
| Simone Giannelli      | 6   | Italien     | 2,00 m | 9. August 1996    | Z        |
| Jesus Herrera Jaime   | 7   | Kuba        | 1,94 m | 4. April 1995     | DA       |
| Agustin Loser         | 8   | Argentinien | 1,96 m | 12. Oktober 1997  | MB       |
| Wassim Ben Tara       | 10  | Tunesien    | 2,04 m | 3. August 1996    | DA       |
| Sebastián Solé        | 11  | Argentinien | 2,02 m | 12. Juni 1991     | MB       |
| Massimo Colaci        | 13  | Italien     | 1,80 m | 21. Februar 1985  | L        |
| Yuki Ishikawa         | 14  | Japan       | 1,92 m | 11. Dezember 1995 | AA       |
| Kamil Semeniuk        | 16  | Polen       | 1,94 m | 16. Juli 1996     | AA       |
| Oleh Plotnytskyi      | 17  | Ukraine     | 1,94   | 5. Juni 1997      | AA       |
| Roberto Russo         | 19  | Italien     | 2,05 m | 23. Februar 1997  | MB       |

Positionen: AA = Annahme/Außen, D = Diagonal, L = Libero, MB = Mittelblock, Z = Zuspiel, U = Universal
Coach ist seit 2023 Angelo Lorenzetti.

## Geschichte

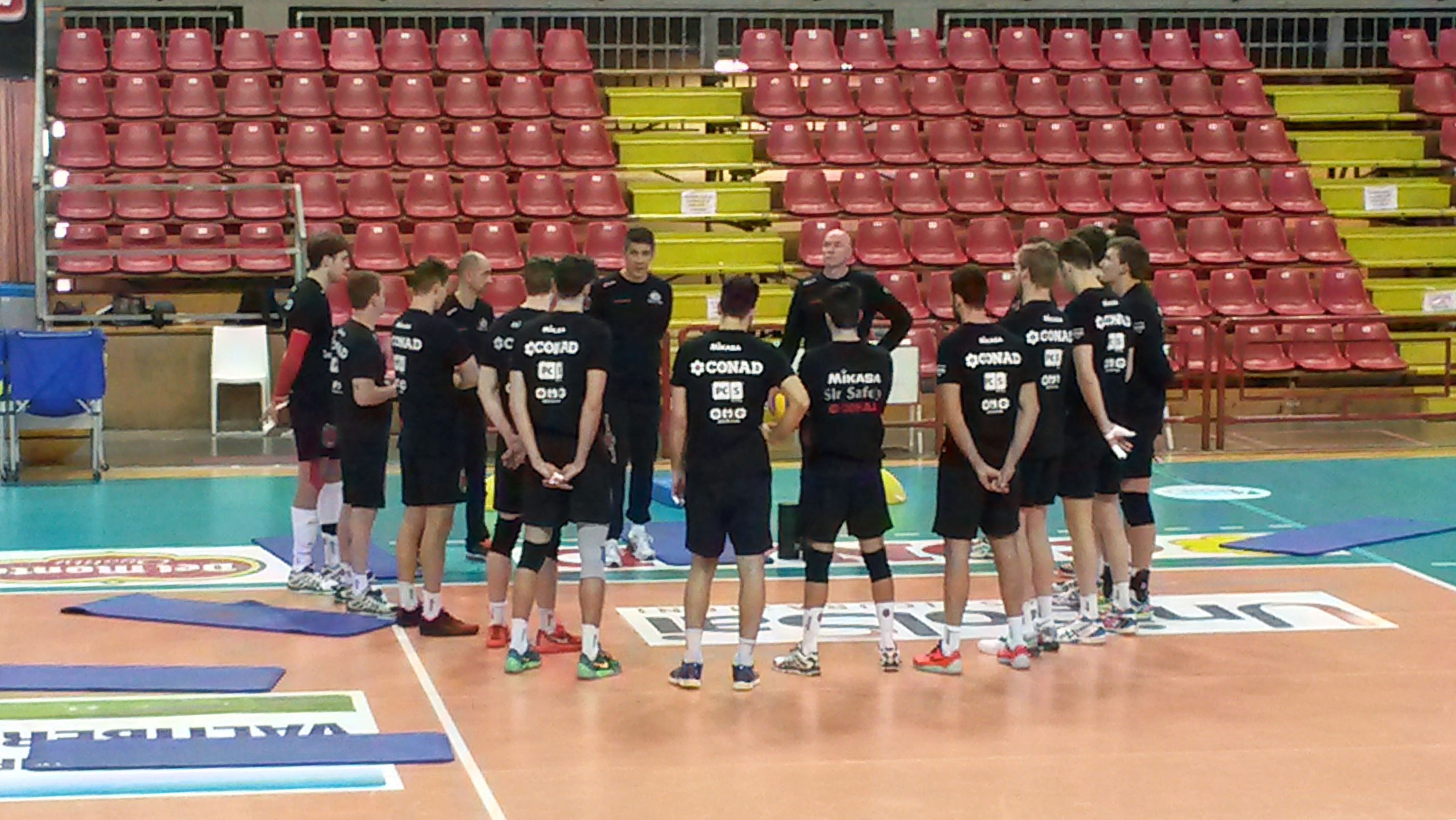
Das Team 2016 beim Training

Der Verein wurde 2001 in Bastia Umbra gegründet und spielte zunächst in der Serie C. In der ersten Saison verpasste Perugia in den Playoffs den Aufstieg. Ein Jahr später qualifizierte sich Perugia dann für die Serie B2. Nach dem fünften Platz 2003/04 gelang 2005 der nächste Aufstieg in die Serie B1. Dort belegte die Mannschaft zunächst den fünften Platz. In der folgenden Saison unterlag Sir Safety in den Playoffs. Nach einem erneuten fünften Rang 2007/08 erreichte Perugia ein Jahr später wieder die Playoffs. 2010 gelang schließlich der Aufstieg in  die Serie A2. Im gleichen Jahr zog der Verein, dessen Hauptsponsor ein Unternehmen für Sicherheitstechnik ist, nach Perugia. Die erste Saison in der zweiten Liga beendete die Mannschaft auf dem 13. Platz, in den Playdown-Spielen gelang der Klassenerhalt. Anschließend wurde der Serbe Slobodan Kovač als neuer Trainer verpflichtet. Unter seiner Leitung spielte Perugia in der Saison 2011/12 so erfolgreich, dass die Mannschaft den Aufstieg in die Serie A1 schaffte. Dort erreichte die Mannschaft um Kapitän Goran Vujević in der Saison 2012/13 als Tabellensechster direkt bis ins Viertelfinale der Playoffs. Im italienischen Pokalwettbewerb erreichte Perugia ebenfalls das Viertelfinale. Anschließend verpflichtete der Verein mit Aleksandar Atanasijević einen weiteren Serben. Die Saison 2013/14 wurde die bisher erfolgreichste. Sir Safety qualifizierte sich als Dritter der Hauptrunde für die Playoffs. Erst im Finale musste sich Perugia dem neuen Meister Lube Macerata geschlagen geben. Im Pokal erreichte die Mannschaft ebenfalls das Finale und verlor gegen Pallavolo Piacenza. Als Vizemeister qualifizierte sich Perugia für die Champions League 2014/15. Da Kovač zur iranischen Nationalmannschaft wechselte, übernahm der ehemalige serbische Nationalspieler Nikola Grbić das Traineramt in Perugia. In der Saison 2014/15 kam Sir Safety mit dem deutschen Nationalspieler Christian Fromm als Tabellenvierter in die Playoffs und unterlag im Halbfinale Trentino Volley. Gegen den gleichen Gegner musste sich Perugia im Pokal-Halbfinale geschlagen geben. In der Champions League erreichte die Mannschaft als Gruppensieger die Playoffs. Dort traf Perugia auf zwei polnische Gegner. Zunächst setzten sich die Italiener gegen Jastrzębski Węgiel durch, dann schieden sie gegen Skra Bełchatów aus. 2015 kam Daniel Castellani als neuer Cheftrainer nach Perugia. Da die Saison 2015/16 jedoch nicht so erfolgreich lief wie erhofft, wurde der Argentinier im Dezember wieder entlassen und Slobodan Kovač kehrte als Trainer zurück. Im italienischen Pokal stand Sir Safety, das Denis Kaliberda als zweiten deutschen Spieler verpflichtete, im Halbfinale. Im CEV-Pokal setzte sich Perugia in der ersten Runde gegen die tschechische Mannschaft ČEZ Karlovarsko und im Achtelfinale gegen Mirad PU Prešov aus der Slowakei durch. Im Viertelfinale gewann Sir Safety im Januar 2016 zweimal gegen den deutschen Bundesligisten SWD Powervolleys Düren, schied dann aber anschließend gegen Dynamo Moskau aus. 2025 gewann der Verein erstmals die Champions League.